# لو دو لاژ
لو دو لاژ (فرانسوی: Lou de Laâge‎؛ زادهٔ ۲۷ آوریل ۱۹۹۰) بازیگر سینما و تئاتر اهل فرانسه است. وی از سال ۲۰۰۸ میلادی تاکنون مشغول فعالیت بوده‌است.
از فیلم‌ها یا برنامه‌های تلویزیونی که وی در آنها نقش داشته‌است می‌توان به تنفس، بی‌گناهان، مراسم زن‌های دیوانه، ضربه شانس اشاره کرد.